# Moerdijkbruggen

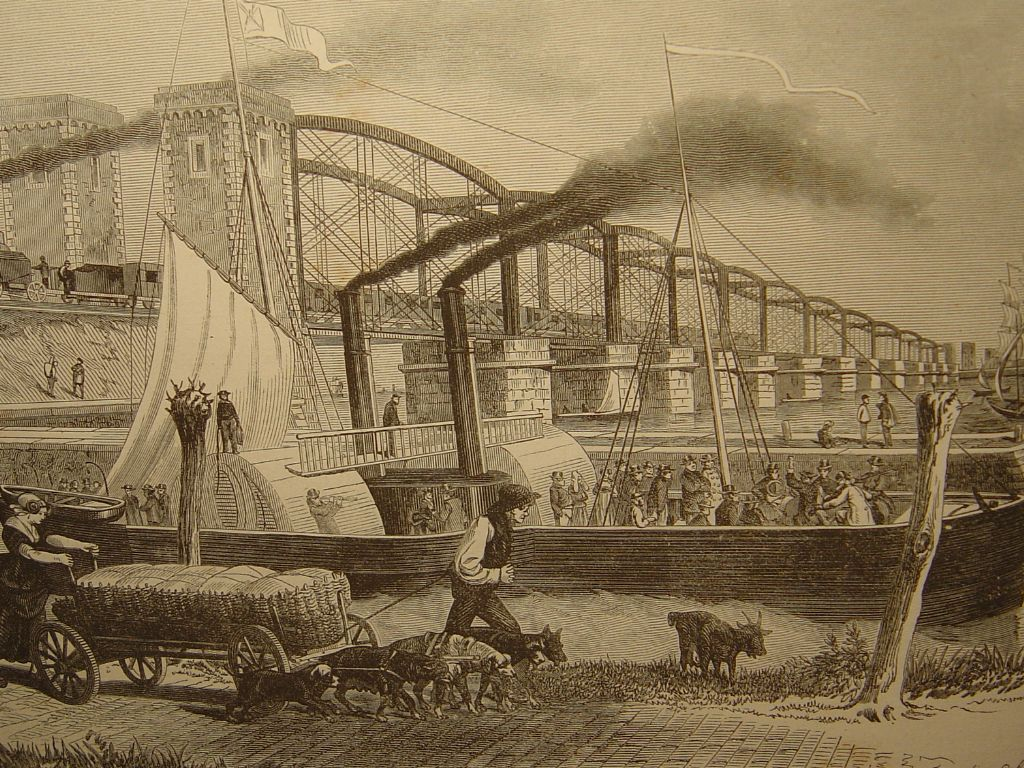
Gravure van de spoorbrug bij de opening in 1872, in L'Illustration Européenne

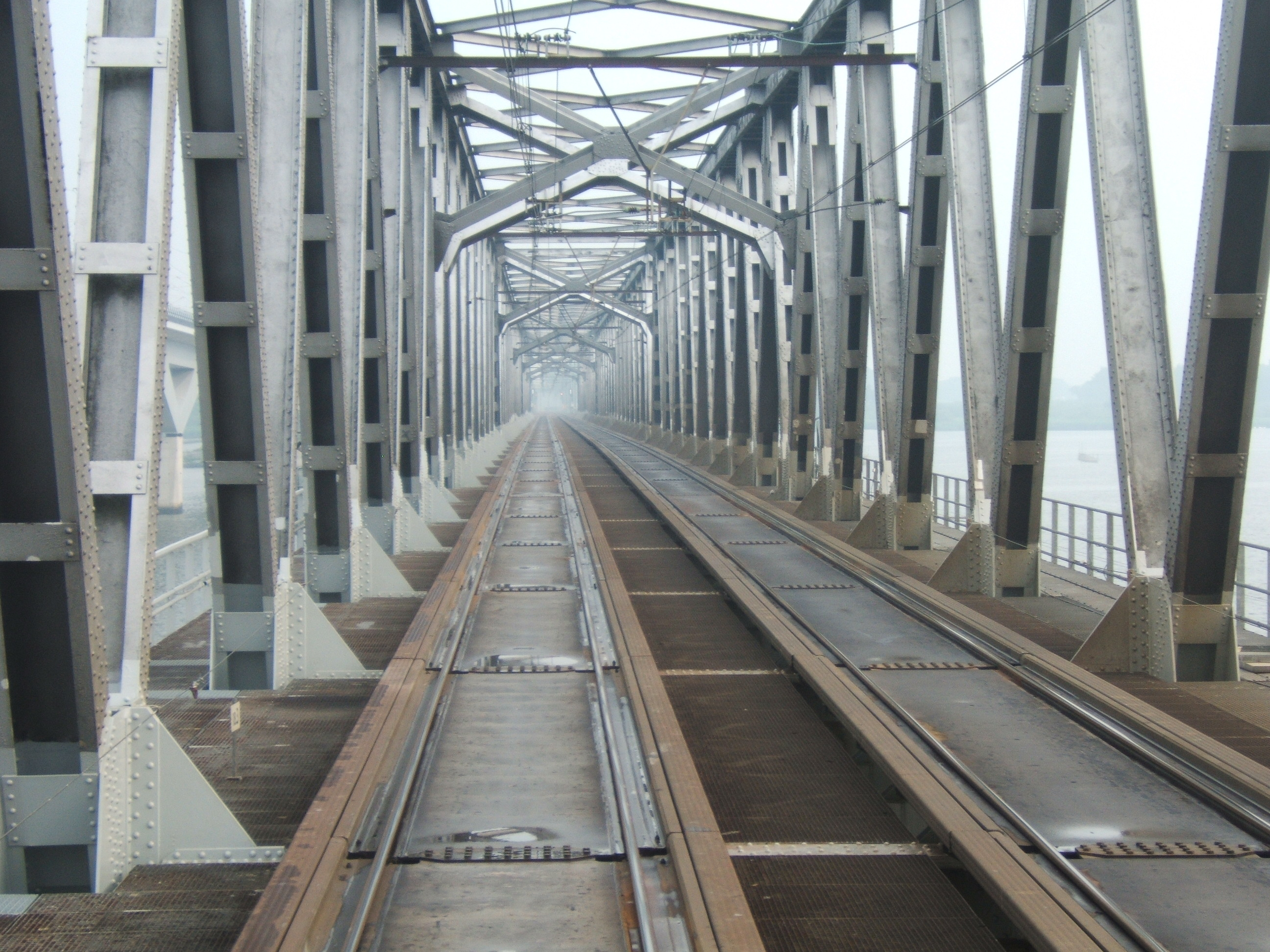
Sporen op de Moerdijkbrug

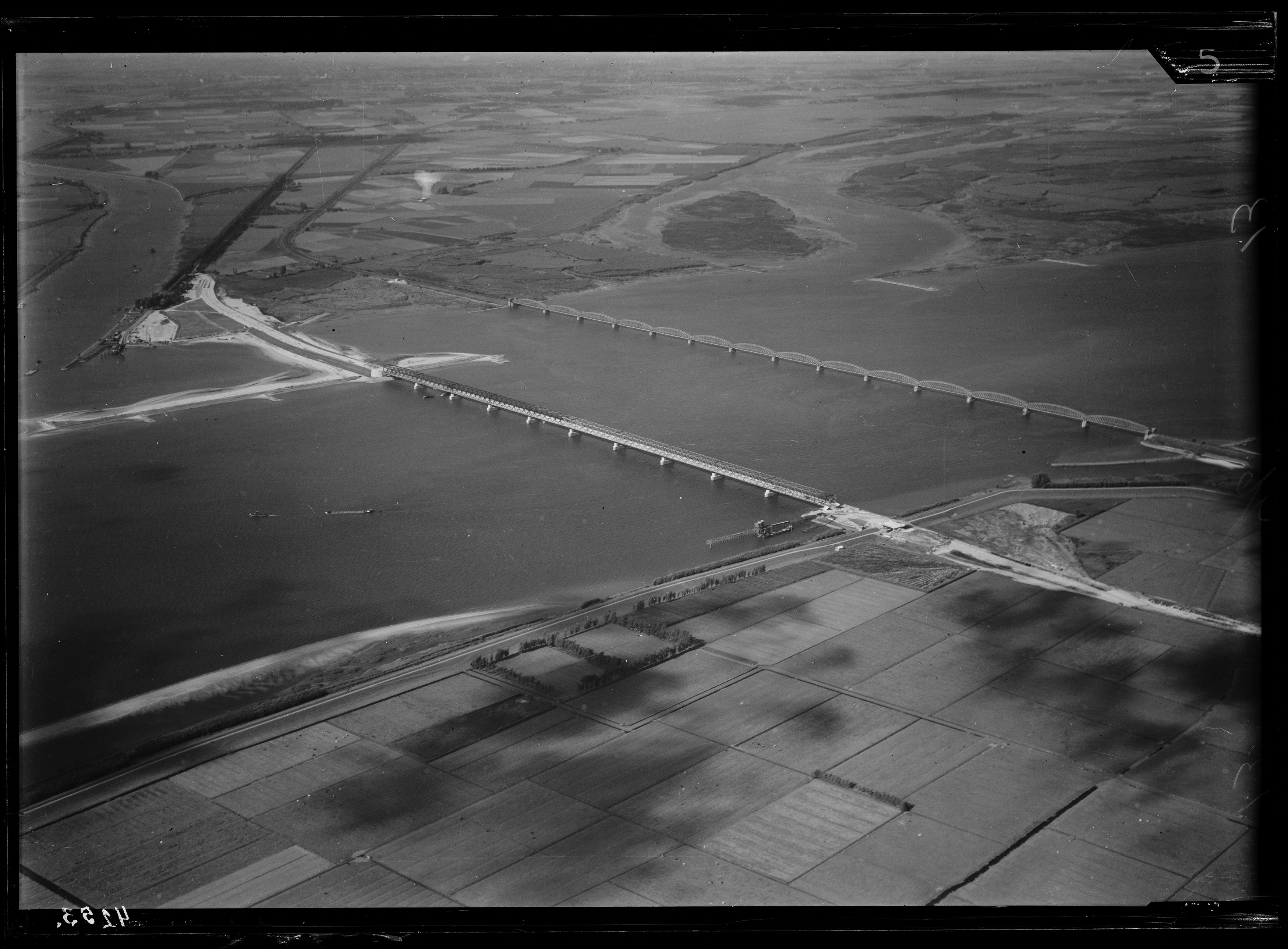
De Moerdijkbruggen in de periode 1920-1940.

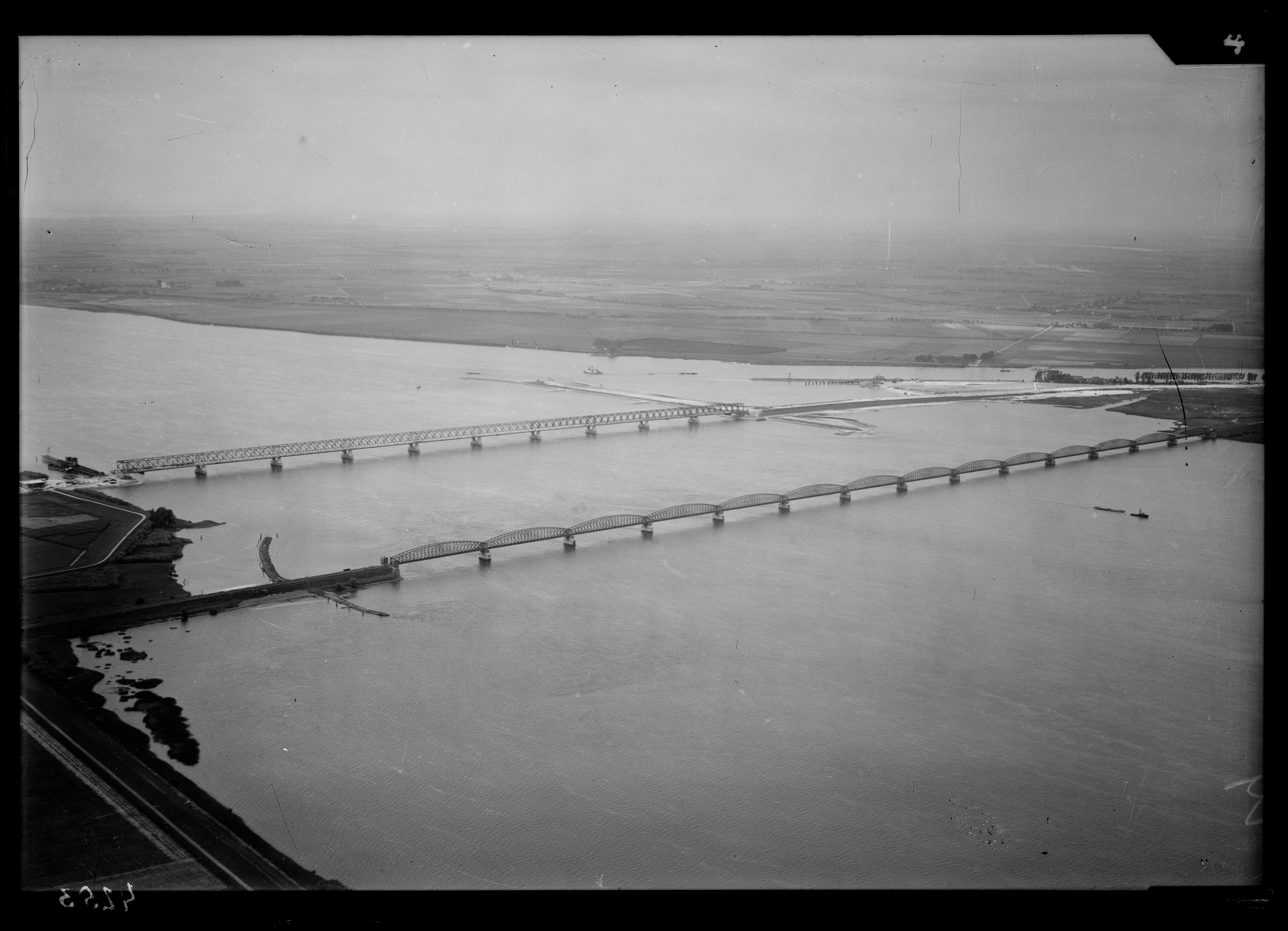
Luchtfoto van de Moerdijkbruggen kort voor de voltooiing van de verkeersbrug (op de achtergrond); 1936.

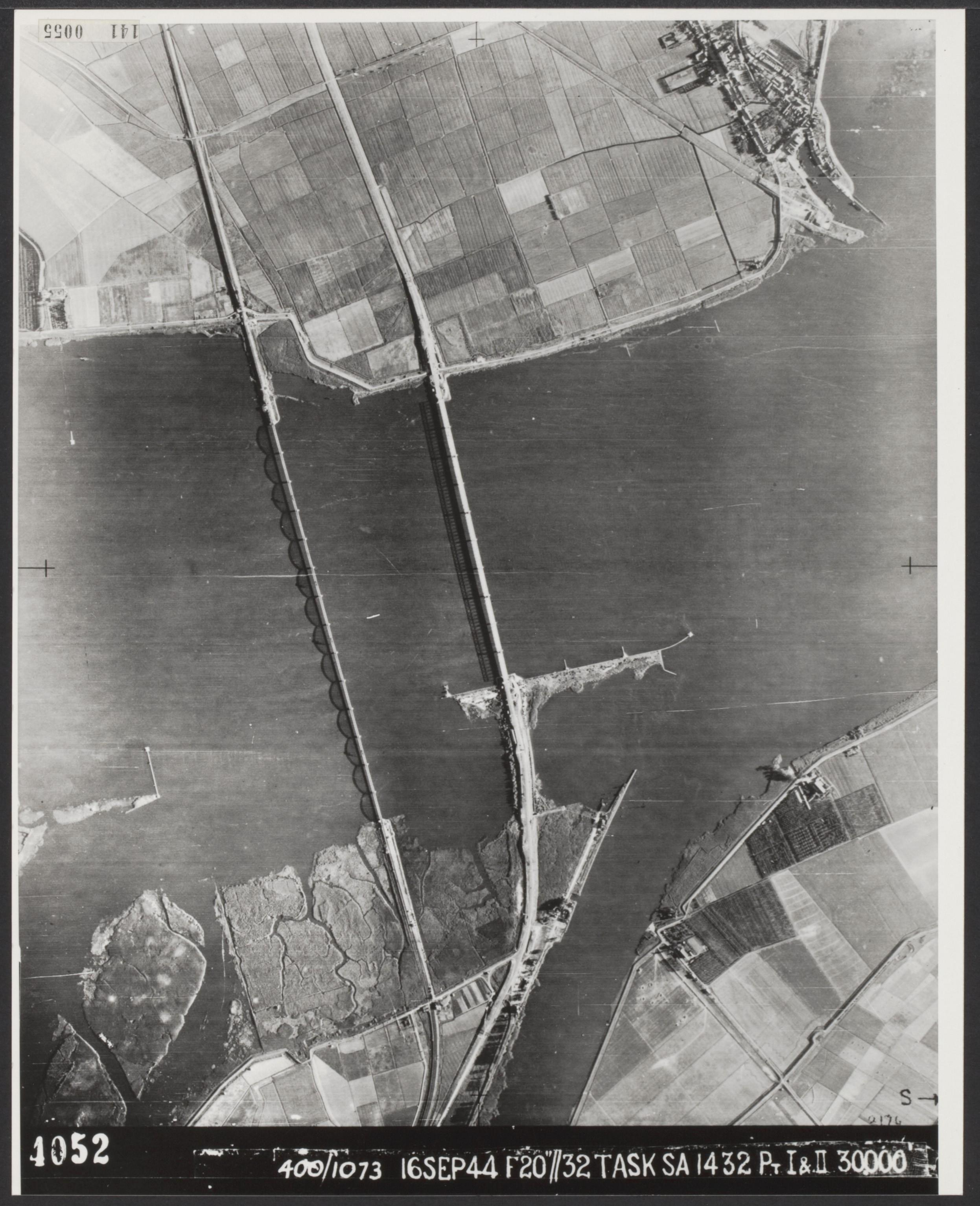
Moerdijkbruggen voor het opblazen door de Duitsers; 14 september 1944

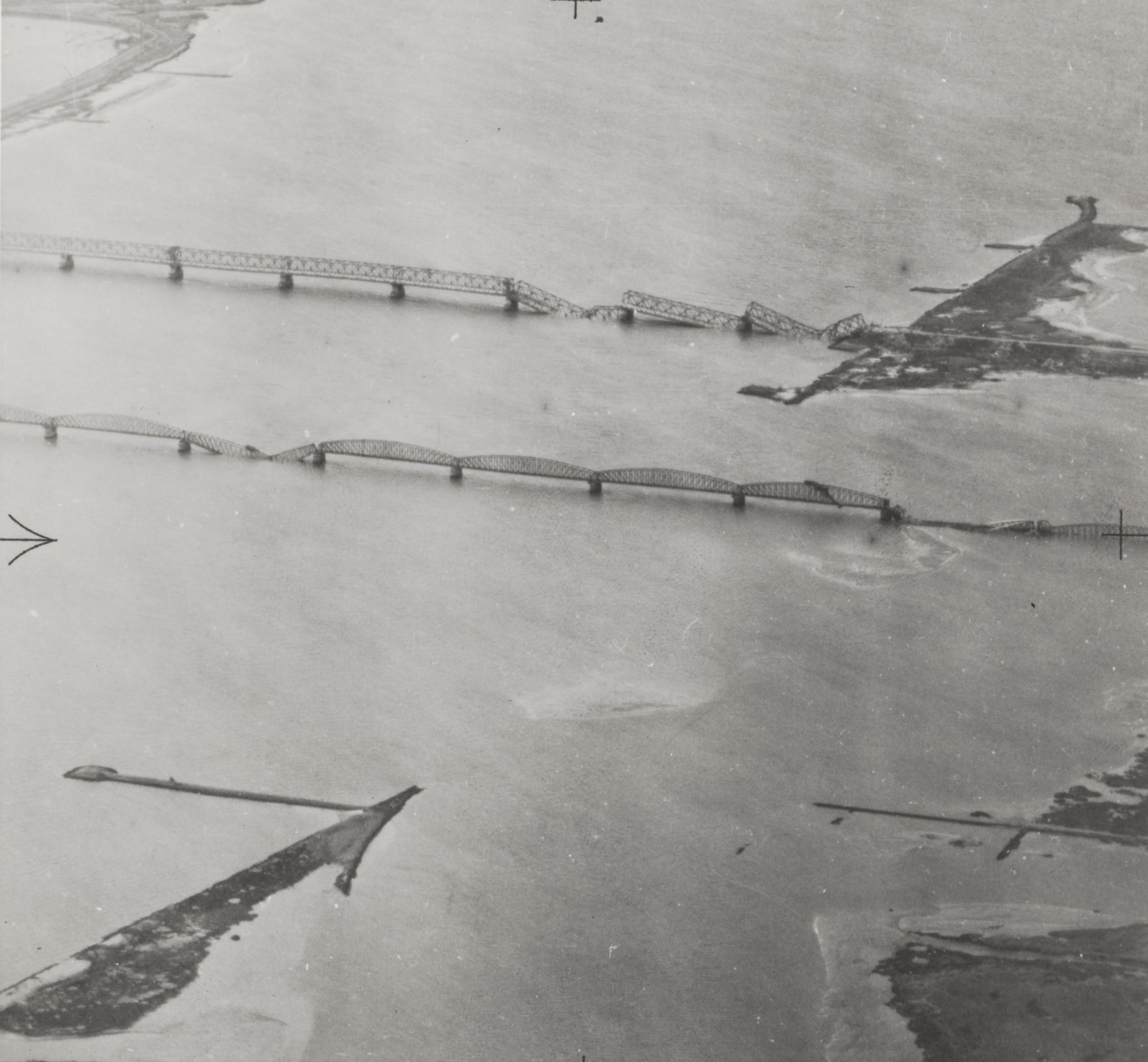
Moerdijkbruggen na het opblazen door de Duitsers; 19 november 1944

De Moerdijkbruggen verbinden het Eiland van Dordrecht in de Nederlandse provincie Zuid-Holland met de provincie Noord-Brabant over het Hollandsch Diep. Ze zijn genoemd naar het dorp Moerdijk aan de zuidzijde van de bruggen.
Van west naar oost zijn het een verkeersbrug, de tweesporige 'Brug Hollandsch Diep' voor de HSL-Zuid, en de tweesporige Moerdijkspoorbrug voor de spoorlijn Dordrecht - Lage Zwaluwe.
De eerste brug was de enkelsporige spoorbrug, deze werd geopend op 1 januari 1872. De tweede brug, bestemd voor autoverkeer, is aangelegd in de jaren dertig en werd geopend op 12 december 1936. Hierover loopt rijksweg 16. Op 10 mei 1940 werd na een Duitse parachutistenlanding rond de beide landhoofden enige tijd hard gevochten om het bezit van de Moerdijkbruggen. Zij kwamen toen onbeschadigd in handen van de Duitsers.
In het najaar van 1944 werden de bruggen door de Duitsers opgeblazen om te voorkomen dat deze in handen van de geallieerden zouden vallen. Na (nood)reparatie met hergebruikte en nieuwe brugdelen konden de bruggen in 1945/'46 weer in gebruik komen.
In de jaren vijftig is de spoorbrug vervangen door een breder exemplaar en zo ook de verkeersbrug in de jaren zeventig. In 2005 is er door de aanleg van de hogesnelheidslijn (HSL-Zuid) een derde brug bij gekomen. De Moerdijkbruggen vormen een belangrijk onderdeel van de verbinding van het westen met het zuiden van Nederland (en verder richting België en Frankrijk).

## Spoorbrug

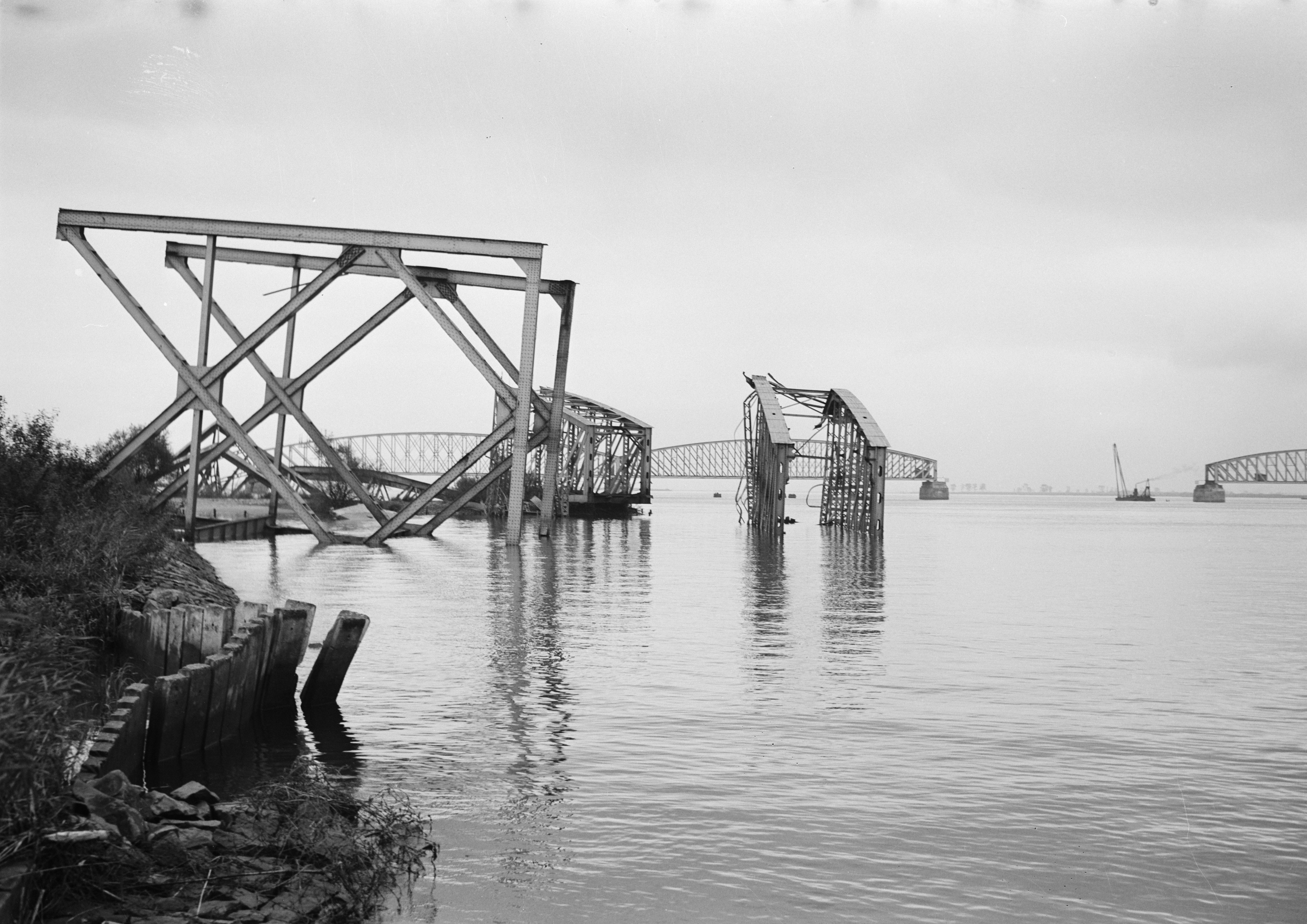
Vernielde Moerdijkbrug; 1945

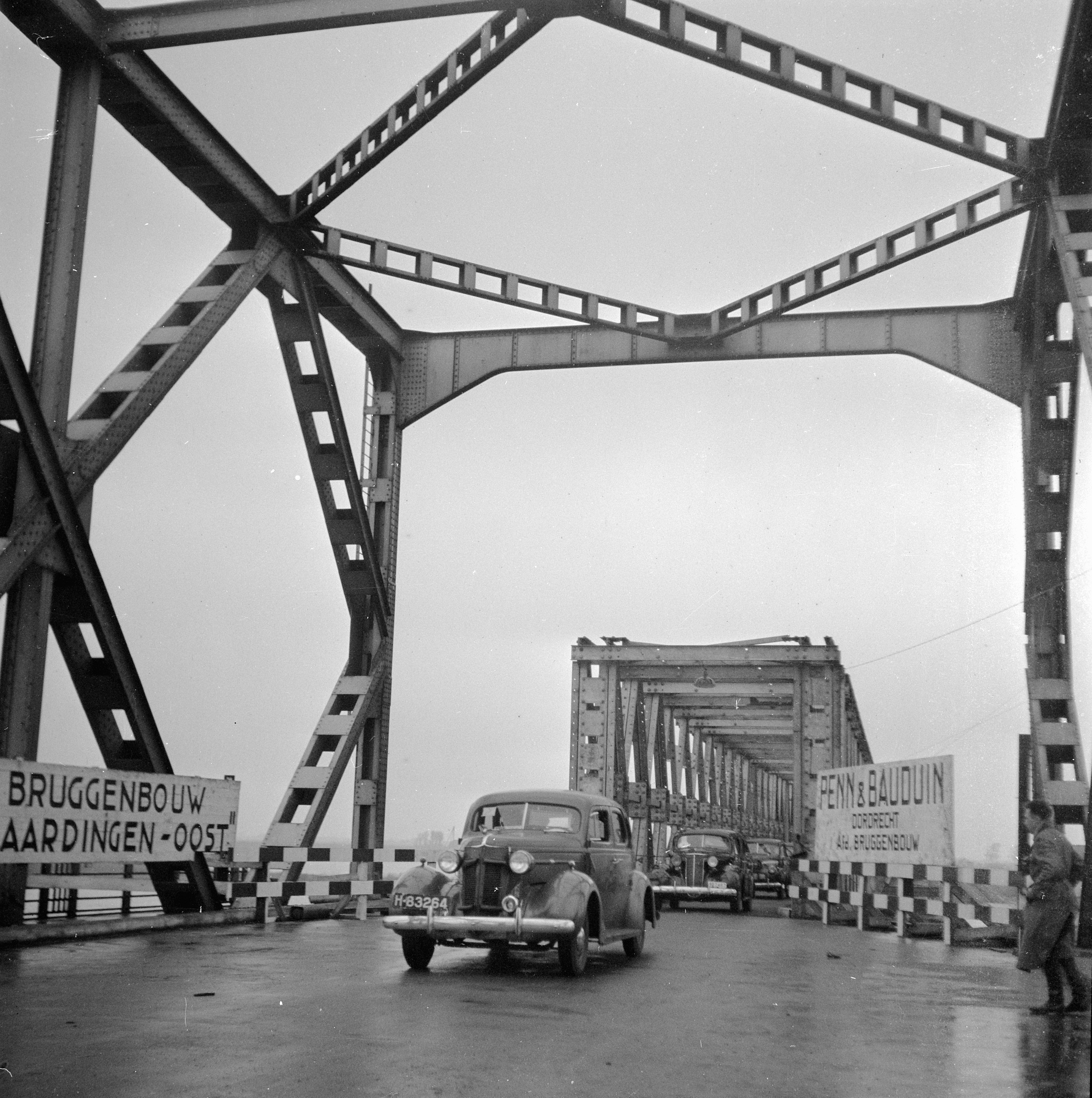
Heropening Moerdijkbrug; 1946

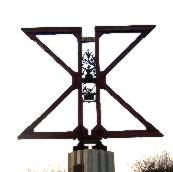
Het herdenkingsreliëf (door Frits van Hall) voor de opening van de oude verkeersbrug in 1936 is nu onderdeel van het vrijstaande monument voor de opening van de vernieuwde brug in 1978, dat aan de Brabantse oever naast de brug staat

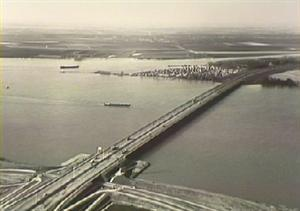
De vernieuwde Moerdijkbrug in 1979.

De eerste Moerdijkbrug werd geopend op 1 januari 1872. De enkelsporige vakwerkbrug bestond uit veertien boogvormige overspanningen van elk ruim honderd meter, die aan de oever waren gebouwd en vervolgens naar hun plaats werden gevaren. De brugdelen werden geconstrueerd door de Koninklijke Van Vlissingen & Dudok van Heel (Werkspoor NV). Bij de opening was de Moerdijkbrug de langste brug van Europa. Ten behoeve van de scheepvaart was aan de Brabantse zijde een deel van de brug geconstrueerd als draaibrug.
De brug werd gebruikt door de treinen, die tot de dag van opening hun eindpunt hadden bij Station Moerdijk SS aan de haven van het even verderop gelegen Moerdijk aan de zuidzijde respectievelijk in Willemsdorp aan de noordzijde.
In het najaar van 1944 werd de brug door de Duitse bezetters vernield om de geallieerden te beletten West-Nederland in te trekken. Bij de actie werd een aantal brugpijlers onherstelbaar beschadigd, wat het herstel van de brug enorm vertraagde. Bovendien werd de prioriteit gegeven aan het snelle provisorische herstel van de verkeersbrug, waarvoor een aantal overspanningen van de spoorbrug werden geleend.
Pas in 1946 werd de herstelde spoorbrug weer in gebruik genomen. In verband met materiaaltekorten kreeg de nieuwe brug geen veertien, maar slechts tien overspanningen. De zanddam aan het noordelijke uiteinde van de brug werd 400 meter verlengd om het gat op te vullen. Tegelijkertijd werd de halte Willemsdorp opgeheven. De krappe spoorboog die naar de brugoprit leidde werd verruimd en verlegd.
Begin jaren vijftig werden onder leiding van ingenieur C.L. Wisse de enkelsporige stalen boogbruggen vervangen door de huidige dubbelsporige vakwerkbrug. 14 verschillende staalbedrijven uit het hele land waren betrokken bij de productie van de enorme hoeveelheden staal die benodigd waren voor de 10 nieuwe overspanningen. Omdat het treinverkeer zo min mogelijk hinder mocht ondervinden werden gedurende twee jaar de overspanningen een voor een vervangen. In 1955 was de nieuwe spoorbrug in zijn geheel klaar. Ondertussen was de spoorlijn in 1950 geëlektrificeerd.

## Verkeersbrug (= Moerdijkbrug)
Ten westen van de spoorbrug werd de Moerdijkbrug voor het autoverkeer gebouwd die op 12 december 1936 door Koningin Wilhelmina werd opengesteld. Hij was gebouwd door de firma Penn & Bauduin uit Dordrecht en verving de Veerdienst Moerdijk-Willemsdorp uit 1822.
Evenals de spoorbrug bestond de brug voor het wegverkeer uit stalen overspanningen van elk circa honderd meter lang, hoewel deze brug met tien overspanningen in eerste instantie wel korter was dan de spoorbrug. Ook de verkeersbrug werd in september 1944 door de Duitsers vernield om de geallieerden te beletten om West-Nederland in te trekken, maar kon na de Tweede Wereldoorlog worden hersteld, eerst provisorisch, later in oude staat. In de loop der jaren groeide de hoeveelheid autoverkeer enorm, waardoor de Moerdijkbrug een flessenhals werd in autosnelweg A16.
In 1978 werden de stalen overspanningen dan ook vervangen door veel bredere, stalen liggers. Ook deze nieuwe brugdelen zijn gebouwd door de firma Penn & Bauduin. De pijlers waren in zodanige staat dat ze zonder al te veel aanpassingen konden worden gehandhaafd. In beide richtingen werd ruimte gecreëerd voor drie rijstroken en een fietspad. De in 1978 aangelegde brug is in 1980 bekroond met de Nationale Staalprijs.
De oude brugdelen werden niet gesloopt, maar elders hergebruikt. Vier delen werden gebruikt ter vervanging van de oude Spijkenisserbrug over de Oude Maas bij Spijkenisse. De overige zes vervingen de oude overspanningen van de Brug bij Keizersveer over de Bergsche Maas. Aldaar moesten de middelste overspanningen enkele meters worden ingekort om tussen de bestaande (en verbrede) pijlers te passen. Een restant van deze inkorting, twee vakwerkliggers van de oude brug, met hierin het herdenkingsreliëf dat in 1936 in het midden van de oude brug geplaatst was (Frits van Hall), is als monument opgesteld naast de nieuwe verkeersbrug.

## HSL-brug

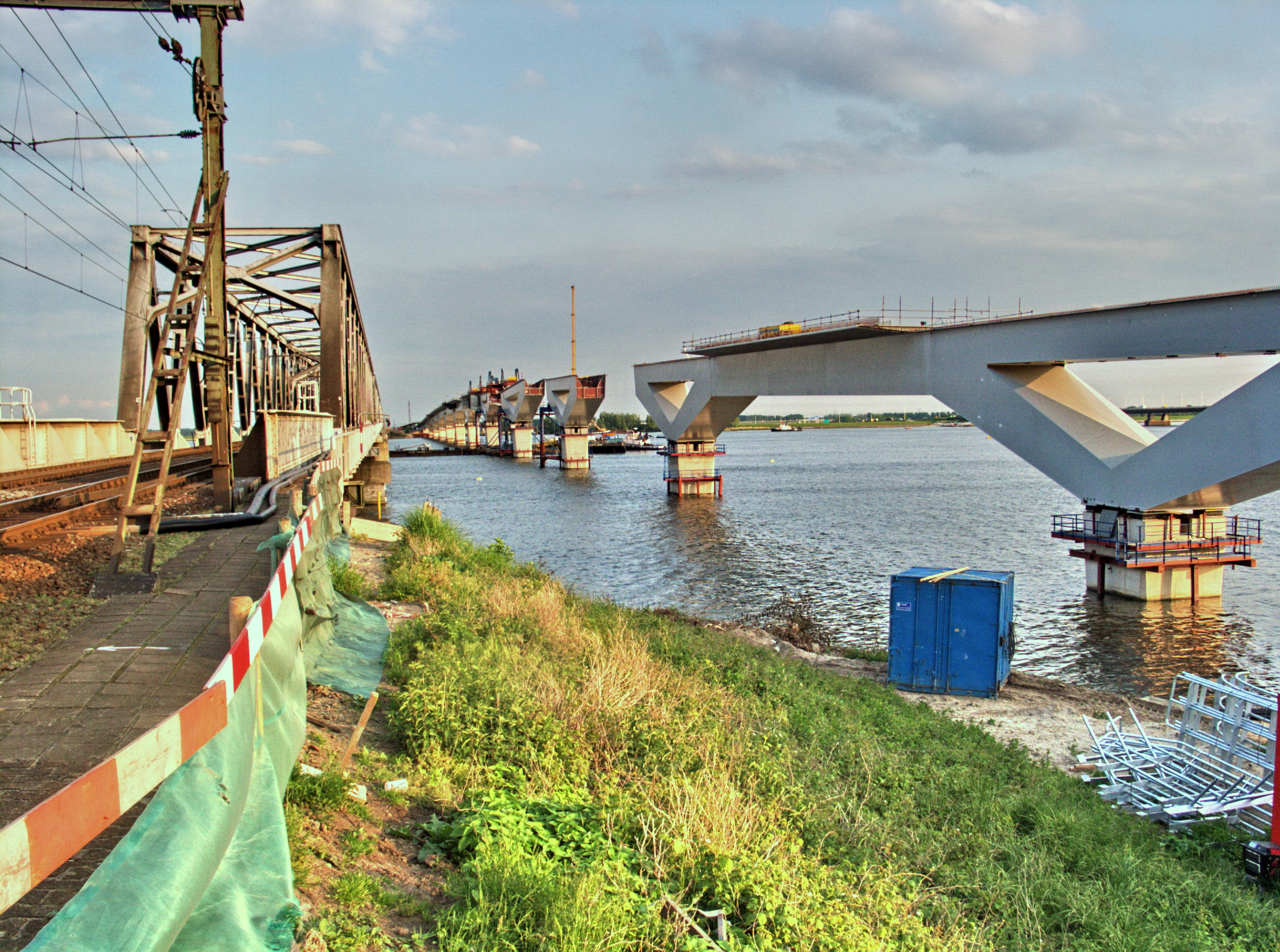
De bouw van de Brug Hollandsch Diep. Links de bestaande spoorbrug; 2004.

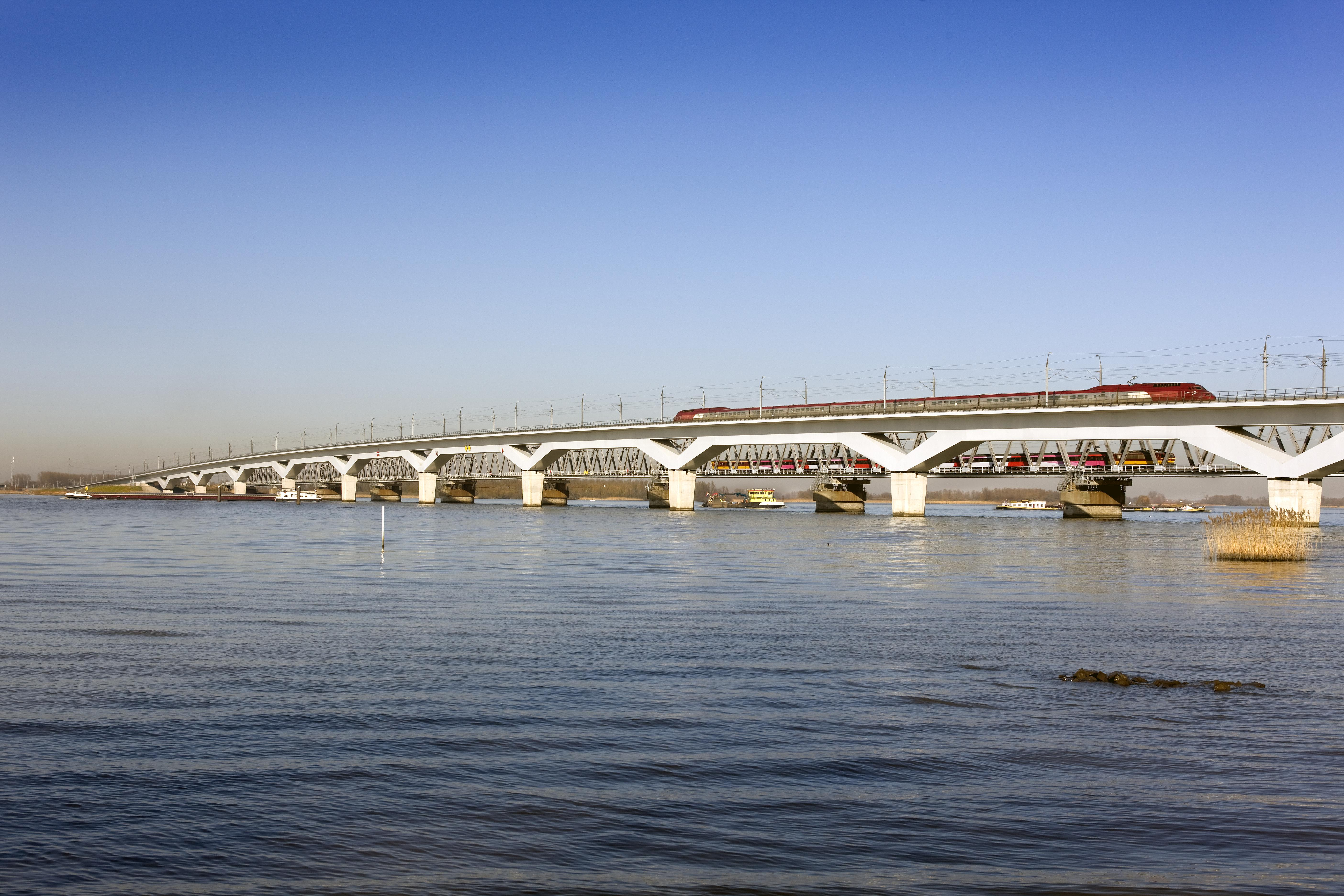
De Brug Hollandsch Diep met daarop een Thalys; 2013.

De aanleg van de HSL-Zuid maakte de bouw van een derde Moerdijkbrug (Brug Hollandsch Diep) noodzakelijk. In 2000 werd gestart met de bouw van de door Benthem Crouwel Architecten ontworpen "kattenrug". De plaatstalen brugdelen zijn gebouwd door Mercon Steel Structures in Gorinchem.
Door een onverwachte beweging tijdens het plaatsen van een van de brugdelen is een werknemer bekneld geraakt en overleden.
De HSL-brug ligt enkele tientallen meters ten westen van de bestaande spoorbrug en heeft eveneens tien overspanningen. De pijlers staan, in de stroomrichting van de rivier gezien, in het verlengde van die van de bestaande spoorbrug, zodat er geen extra hindernissen voor de scheepvaart zijn ontstaan.
De HSL-brug heeft een opvallende vorm, die bestaat uit Y-vormige opleggingen die vrijwel naadloos overgaan in de stalen, kokervormige overspanningen. In oktober 2004 is met tientallen vrachtwagens vol zand getest of de brug zou doorbuigen, enkele centimeters zouden namelijk al desastreus zijn voor de snelle trein. Uiteindelijk bleek de brug slechts 12 mm door te buigen.
De eerste hogesnelheidstrein heeft in 2006 tijdens een testrit met zo’n 300 kilometer per uur de nieuwe brug gepasseerd. Op 13 december 2009 werd de brug voor de regelmatige treindienst Rotterdam – Antwerpen in gebruik genomen.

### Schaalmodellen
Een maquette in schaal 1:87 van deze HSL-brug is te vinden bij familieattractie Miniworld Rotterdam in Rotterdam. Dit is echter een verkleinde versie met 4 overspanningen en circa 2,5 meter lengte.
In juni 2007 is in Madurodam een schaalmodel geplaatst van de brug met zes overspanningen. Het model, op schaal 1:25 is 20 meter lang en overspant niet, zoals in werkelijkheid, het Hollandsch Diep, maar de Rotterdamse haven. De brug is onderdeel van het Madurodamse HSL-project, naast deze brug worden nog enkele andere kunstwerken op schaal nagebouwd.